# Semiothisa abrupta
Semiothisa abrupta là một loài bướm đêm trong họ Geometridae.